# Иустин (Колотурос)
Митрополит Иустин (греч. Μητροπολίτης Ιουστίνος, в миру Яннис Колоту́рос, греч. Γιάννης Κολοτούρος; 16 октября 1918, Греция — 31 июля 2023, Кератея) — епископ неканонической ИПЦ Греции (Синод Хризостома); митрополит Эврипский и Эввийский (1980—2023).

## Биография
Родился в октябре 1918 года в Греции и с юности был деятельным членом старостильного движения, входя в юрисдикцию «флоринитского» Синода Церкви ИПХ Греции.
В ноябре 1946 года архимандритом Косьмой (Карамбеласом) был пострижен в великую схиму с наречением имени Иустин, в честь святого мученика Иустина Философа. В декабре 1946 года епископом Диавлейским Поликарпом (Лиосисом) был последовательно рукоположен сначала в сан иеродиакона, а затем — иеромонаха.
С 1946 по 1961 годы совершал приходское служение сначала в храме Святого Спиридона города Ламия (провинция Фессалия); с 1961 по 1962 годы — в храме Святых Отцов в Пеания в Аттике, а с 1962 по 1978 годы — в храме святого Филиппа в Пиреях.
25 февраля (10) марта 1979 года был рукоположен в сан епископа Марафонского, а в 1980 году избран митрополитом Эврипским и Эввийским.
С 1996 по 1997 годы временно отделялся от «флоринитского» Синода Церкви ИПХ Греции и состоял в юрисдикции т. н. «афанасиевского» Синода Церкви ИПХ Греции (существовала в период с 1995 по 1998 годы).
Скончался 31 июля 2023 года на 105-м году жизни от сердечного приступа и был погребён в монастыре святого Онуфрия в городе Кератея ктитором которого он являлся на протяжение многих лет.